# Ян Йорінг
Ян Йорінг (нід. Jan Jeuring, нар. 27 листопада 1947, Енсхеде) — нідерландський футболіст, що грав на позиції нападника.

## Клубна кар'єра
Народився 27 листопада 1947 року в місті Енсхеде. Вихованець футбольної школи клубу «Твенте». Дорослу футбольну кар'єру розпочав 1966 року в основній команді того ж клубу, кольори якої і захищав протягом усієї своєї кар'єри гравця, що тривала дванадцять років. Більшість часу, проведеного у складі «Твенте», був основним гравцем атакувальної ланки команди.
У складі «Твенте» забив 12 голів у розіграші Кубка УЄФА 1971–72, ставши найкращим бомбардиром цього турніру (разом з Юппом Гайнкесом з менхенгладбаської «Боруссії»).

## Виступи за збірну
1971 року дебютував в офіційних матчах у складі національної збірної Нідерландів. Протягом кар'єри у національній команді, яка тривала усього 3 роки, провів у формі головної команди країни лише 2 матчі.

## Титули і досягнення

### Командні
- Володар Кубка Нідерландів (1):

«Твенте»: 1976-77

### Особисті
- Найкращий бомбардир Кубка УЄФА (1):

1972–73 (12)